# محمد وائل الحنبلي
محمد وائل الحنبلي (وُلد 1399 هـ/ 1979 م) داعية سوري دمشقي، وحافظ مسنِد، من أهل العلم بالفقه والحديث.

## اسمه ونسبه
هو أبو أسامة، محمد وائل بن محمد أسامة، بن يوسف، بن محمد علي، ابن عُمدة العلماء القاضي محمد، ابن فخر قضاة الإسلام سلمان، ابن القاضي سليمان، ابن المجاهد محمد مُزْهِر الحنبلي البَرْقاوي الدمشقي. ويرجع نسبُه إلى (آل سيف)، وبعضُ المؤرِّخين ذكروا أن نسبَهم يرجع إلى جعفرِ بنِ أبي طالب. وأسرة الحنبلي البَرقاوي من الأسر العلمية القديمة، خرج منها عددٌ من فقهاء الحنابلة، وتولى بعضُهم إفتاء الحنابلة بدمشق، أصلهم من بيت المَقدِس. أصلهم من أتباع المذهب الحنبلي، وجدهم يوسف هو الذي انتقل إلى مذهب أبي حنيفة، فوائل، وأبوه، وجده حنفيون. ووالدته هي فهمية بنت عبد الكريم ابن مؤذن الجامع الأموي أحمد لبنية.

## ولادته وتحصيله
وُلد محمد وائل الحنبلي في دمشق، يوم الأحد 16 ذي القَعْدة 1399هـ الموافق 7 أكتوبر (تشرين الأول) عام 1979م. ونشأ في جامع التوبة بحي العُقَيبة بدمشق، وأخذ عن علمائه، وحضر مجالس العلم في المدرسة الآجُرِّية، وتخرَّج في معهد الفتح الإسلامي عام 1422هـ/ 2001م، ثم التحق بكلية أُصول الدين قسم الحديث النبوي الشريف، وتلقَّى العلمَ الشرعيَّ على كبار علماء دمشق.
وحصَّل إجازات حديثية في سماع كتب السنَّة، وإجازات عامَّة من عدد من كبار علماء العالم الإسلامي والمحدِّثين المسنِدين، فسمع الكتبَ التسعة (الصحيحين، والسنن الأربعة، والموطَّأ، والدَّارمي، ومسند الإمام أحمد)، و«المنتخب» لعبد بن حُمَيد، و«المعجم الصغير» للطبراني، وغيرَها.
وحفظ القرآن على الشيخ بكري الطرابيشي وقرأ عليه بقراءة عاصم، وقرأ على الشيخ محمد سكر بقراءة ابن عامر (نصف القرآن)، وقرأ على الشيخ عبد الرزاق الحلبي 25 جزءًا بقراءة حفص.

## شيوخه وأساتذته
- الشيخ أحمد نَصِيب المَحامِيد، حضر عنده «الإتقان في علوم القرآن»، و«إيقاظ الهمم في شرح الحكم»، و«حاشية الصاوي على الجلالين»، و«شرح غرامي صحيح» للشيخ بدر الدين الحسني، و«الأربعين النووية»، و«نخبة الفكر»، وأطرافَ الكتب الستة، و«ألفية ابن مالك»، و«متن الآجُرُّومية»، وغيرَ ذلك كثير.
- الشيخ عبدُ الرزاقِ الحلبي[5]، حضر عندَه دروسَ الكتب الستة مع «الموطأ» في الجامع الأموي تحت قبَّة النسر، و«حاشية ابن عابدين»، و«تفسير القُرطبي»، و«كشف الحقائق شرح كنز الدقائق» للأفغاني، و«الاختيار»، و«الهدية العلائية»، و«جامع الأصول» لابن الأثير الجزري.
- الشيخ محمد مرشد عابدين، قرأ عليه «الدر المُختار»، و«إفاضة الأنوار شرح أصول المنار»، و«العقيدة الطحاوية»، ومتنَ «العقيدة النسفية»، و«الأربعين العَجْلونية»، و«مسلسلات ابن عقيلة»، و«جوهرةَ التوحيد»، وبعضَ «صحيح مسلم»، و«منظومة رسم المفتي»، و«سلَّ الحسام الهندي»، و«حزب البحر»، و«الدور الأعلى»، وغيرَ ذلك.
- الشيخ محمد أديب الكلَّاس، قرأ عليه «الاختيار» بتمامه، و«شرح النسفية للتفتازاني» بتمامه، و«شرح الباجوري على الجوهرة» بتمامه، و«العقيدة المُرشدة»، و«جزء القُدوري»، وغيرَ ذلك.
- الشيخ عمر الصباغ الحموي، قرأ عليه «الاختيار» بتمامه، مع تخريجه «التعريف والإخبار» لابن قُطْلُوبُغا بتمامه من نسخة طوبقابي المخطوطة، والمجلدَ الأول من «المبسوط» لشمس الأئمة السَّرَخسي، و«هُدى الساري» مقدِّمة «فتح الباري» بتمامها، وأوائلَ «صحيح البخاري».
- الشيخ محمد عزَّت البَيطار الأزهري الدمشقي الحنفي، قرأ عليه «الجامع الصغير» للسُّيوطي، بقراءته له على العلَّامة محمد أبي الخير الميداني، ومتنَ «كنز الدقائق»، وأوائلَ شرحه «كشف الحقائق»، وكثيرًا من الأجزاء والرسائل.
- الشيخ أحمد رمضان الدمشقي، قرأ عليه «متنَ القُدُوري»، و«الأحوالَ الشخصية» لقدري باشا.
- الشيخ محمد مطيع الحافظ (دبس وزيت)، قرأ عليه كثيرًا من الكتب والأجزاء والمصنَّفات.[6]
- الشيخ محمد بكري الطَّرابِيشي، عرض عليه القرآنَ الكريم بقراءة عاصم، وقرأ عليه الحديثَ المسلسلَ بالقرَّاء من «الجواهر المُكلَّلة» للسَّخاوي.
- الشيخ محمد سُكَّر، قرأ عليه نصفَ ختمةٍ بقراءة ابن عامرٍ الدمشقي.
- الشيخة عائشة بنت الشيخ محمد مُفيد الساعاتي المُقرئة المُعمَّرة الدُّوميَّة (ت 1434هـ)، قرأ عليها ختمةً برواية حفص.

## عمله وجهوده
عمل في مجال تحقيق التراث العربي والإسلامي، وفهرسة المخطوطات، وشارك في تحقيق «حاشية ابن عابدين» في شعبة البحوث والدراسات بمعهد الفتح الإسلامي. وعُيِّن مستشارًا علميًّا بدار غار حِراء بدمشق، المتخصِّصة بطباعة المصحف الشريف وعلومه. ومُنِح عام 2018م شهادةَ تقدير من المركز الثقافي الآسيوي للتفوُّق العلمي في الوطن العربي. ورحل إلى كثير من الدول لقراءة كتب الحديث وإقرائها، والاطِّلاع على التراث الإسلامي المخطوط، وزار كثيرًا من مكتبات المخطوطات، منها: المكتبةُ الوطنية ببرلين عام 2007م.
و شارك في بعض المؤتمرات والندَوات، منها: المؤتمرُ العالميُّ للسيرة النبوية، بإسلام آباد بباكستان. وأسَّس في ساحل العاج مدرسةً شرعية رسمية، وهي الأُولى في تلك البلاد، ورحل إلى ماليزيا وإندونيسيا، فأَلقى محاضراتٍ علميةً ودعويةً هناك، وأقرأ «الأدب المفرد» للبخاري، و«الشمائل» للترمذي، و«الموطأ» لمالك، و«مختصر الترغيب والترهيب» و«نخبة الفكر» لابن حجر، وكثيرًا من الأجزاء والأربعينات والمتون والمنظومات. ودرَّس في مركز أحمد زيلان التخصُّصي بمدينة غازي عنتاب. وهو متفرِّغ للدعوة والتوجيه والإرشاد، وتعليم الدين الإسلامي ونشرِ بعض الكتب والرسائل.

## أعماله وآثاره

### في التحقيق
1. الأربعون العجلونية، للعجلوني.
2. قواعدُ الأوقاف، للمفتي محمود الحَمْزاوي الحنفي.
3. مُنادمة المُحدِّث المُبَصَّر لحديث اللَّوز والسُّكَّر، للحافظ الياسُوفي.
4. علم حال عربي، للمفتي محمود الحَمْزاوي الحنفي.
5. تشويق الأنام إلى حجِّ بيت الله الحرام، لمَرْعي الكَرْمي الحنبلي.
6. مُحرِّك الغرام الساكن إلى أشرف الأماكن، لمَرْعي الكَرْمي الحنبلي.
7. قلائد العِقْيان في فضائل آل عثمان، لمَرْعي الكَرْمي الحنبلي.
8. تنوير بصائرِ المقلِّدين في مناقب الأئمَّة المجتهدين، لمَرْعي الكَرْمي الحنبلي.
9. رسالة في التقليد والتلفيق، لمَرْعي الكَرْمي الحنبلي.
10. فتوى في الوقف، لمَرْعي الكَرْمي الحنبلي.
11. شمائل النبيِّ صلى الله عليه وسلم، للإمام الترمذي، وله عناية كبيرة بسماعه وإسماعه.
12. سند الشمائل للترمذي من طريق ثلاثين شيخًا، لابن ناصرِ الدِّين الدمشقي.
13. قولي في المرأة، لشيخ الإسلام مصطفى صبري.
14. الرَّوضة السَّنيَّة في فِقه الحنفيَّة، لابن بَلْبان الفارسي.
15. التهذيب لذِهن اللَّبيب، لابن أبي العِزِّ الحنفي.
16. مجموع رسائل مفتي الشام محمود أفندي الحَمْزاوي، أربع مجلدات.
17. مناقب الإمام أبي حنيفة، لشمس الأئمَّة الزَّرَنْجَرِيِّ.
18. العقيدة الإسلامية، للمفتي محمود أفندي الحَمْزاوي.
19. الشيخ حسن حَبَنَّكَة المَيداني علم عمل جهاد خُلق، لشيخ القرَّاء كريِّم راجح.
20. حاشية ابن عابدين، شارك في تحقيق عدَّة أجزاء.
21. الأربعون النووية، للإمام النووي.

### في التأليف
1. الأربعون الحنفية (تُرجم إلى عدَّة لغات).
2. علماء الحنفية من أهل البيت.
3. صلواتٌ يحتاجها المسلم (تُرجم إلى التركية).
4. ترجمة شيخ الإسلام فيض الله أفندي والتعريف بمكتبته، نُشر في مجلة الوعي الإسلامي.
5. إنارة المصابيح لقارئ الجامع الصحيح (تُرجم إلى التركية).
6. خَتْم الأدب المفرد، عقب إقرائه ومقابلته على عدَّة نسخ، وتصحيح إسناده ومتنه.
7. خَتْم الأربعين النووية.
8. الصدر الأعظم كُوبْرُيلي ومكتبته، نُشر في مجلة الوعي الإسلامي.
9. إبعاد الرَّاغب عن صلاة الرَّغائب.
10. مفتي الشام محمود أفندي الحَمْزاوي حياته وآثاره.
11. المُنتقى من الطيبة الغرا (جمع وشرح).
12. الصحابيُّ المظلوم سيدُنا أبو هريرة.
13. رسالةٌ موجَزة في حُكم اللَّعب بالنَّرْد (جمعها صغيرًا قبل سنِّ البلوغ).
14. رسالةٌ موجَزة في بيان عورة المسلم (جمعها صغيرًا قبل سنِّ البلوغ).
15. أسباب نهوض الأُمم (الدولة العثمانية نموذجًا).
16. حديث لتُفتحَنَّ القُسطَنطِينيَّة، تخريجٌ وأمل قارنه عمل.
17. أحاديثُ منتخبةٌ في فتح القُسطَنْطينيَّة، لقراءتها في ذكرى تحقُّق البِشارة النبوية.
18. التغريدات الحِسان عن الإمام أبي حنيفةَ النعمان.
19. المعنى السَّوي لحديث: المؤمن القوي.[7][8]

## الملاحظات
1. ↑  ذكر محمد شريف الصواف أن الشيخ محمد وائل الحنبلي حفظ القرآن وأخذ القراءات عن الشيخ عبد المجيد الطرابيشي،[4] والصواب: عن الشيخ بكري الطرابيشي، وما قرأه عليه هو قراءة عاصم فقط براوييه حفص وشعبة.